# アウグスト・ザンダー

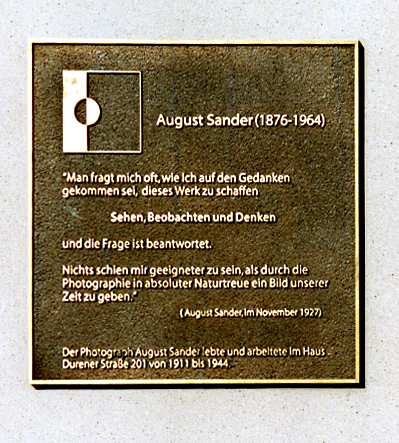
ケルンの旧住居跡に設置されたザンダーの記念板

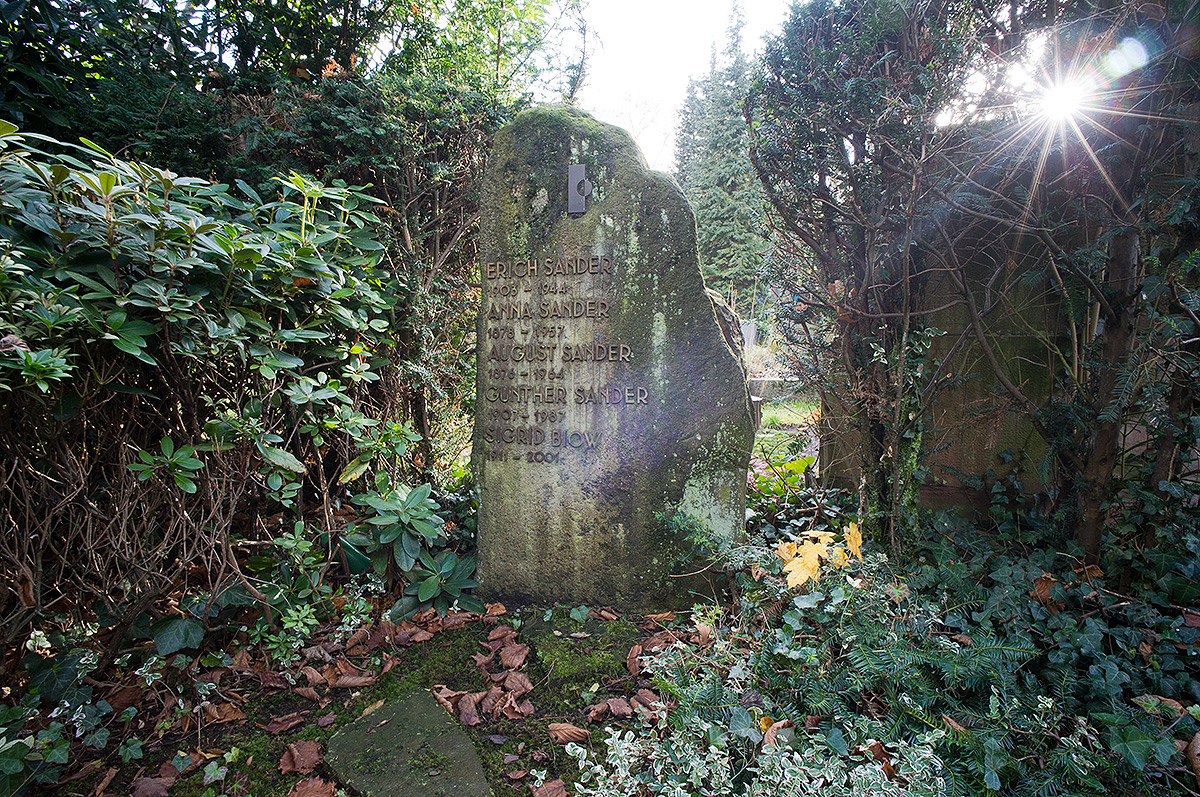
ケルン・メラーテン墓地にあるザンダーと家族の墓石

アウグスト・ザンダー（August Sander, 1876年11月17日 ラインラント＝プファルツ州アルテンキルヒェン郡ヘルドルフ - 1964年4月20日 ケルン）は、ドイツの人物写真（ポートレイト）および記録写真家。

## 生涯
ザンダーは鉱山業で働く大工の子として生まれた。地方の鉱山で働いていた時、鉱山会社のために働いていた写真家の助手をしたことが、写真を学んだ最初だった。叔父の経済的援助で、ザンダーは写真器材を買い、自分の暗室を作った。
1897年から1899年、ザンダーは写真家助手として兵役に就いた。それからドイツ国内を旅した。1901年、ザンダーはリンツの写真スタジオで働きだし、1902年にはそこの共同経営者に、1904年には単独のオーナーになった。しかし1909年の末にリンツを去って、ケルンで新しいスタジオを始めた。
1920年代初期、ザンダーはケルンの「Gruppe Progressiver Künstler（進歩的芸術家の会）」に加わって、人物写真で当時の社会を記録するという計画を始めた。1927年、ザンダーと作家のルートヴィヒ・マタール（Ludwig Mathar）は3ヶ月かけてサルデーニャを旅し、そこでザンダーは500枚近い写真を撮った。しかし、計画していた本は未完に終わった。
1929年、ザンダーの最初の本『Antlitz der Zeit（時代の顔）』が出版された。そこにはザンダーの『Menschen des 20. Jahrhunderts（20世紀の人々）』シリーズからセレクトされた60葉の写真が含まれていた。ナチス・ドイツの時代、ザンダーの仕事も私生活も制約が多かった。1934年には、左翼のドイツ社会主義労働者党（SAP。ドイツ社会民主党（SPD）から分離した一派で、ドイツ民主社会党の前身であるドイツ社会主義労働者党とは別のもの）のメンバーだった息子のエーリッヒが逮捕され、懲役10年を宣告され投獄されたが、1944年に獄死した。『Antlitz der Zeit』も1936年に押収され、写真乾板は破壊された。第二次世界大戦期の1942年頃、ザンダーはケルンを離れて農村地帯に引っ越し、そのおかげでネガフィルムのほとんどは救われた。1944年、爆撃で写真スタジオは破壊された。
戦後はケルンに戻り、1946年に写真展を開催。1964年に同地で死去した。
2007年、水星のクレーターの一つに彼の名が付けられた。

## 作品
ザンダーの写真には風景、自然、建築、街角を撮った写真もあるが、最も有名なものは、『Menschen des 20. Jahrhunderts』シリーズによって実証される「人物写真」である。このシリーズでザンダーは、ヴァイマル共和政（ワイマール共和制）期の社会の断面を示そうとした。シリーズは、「農民」「熟練工」「女性」「階級と職業」「芸術家」「町」「Last People（ホームレス、退役軍人、など）」と7つのセクションに分けられている。1945年までにザンダーは4万もの写真を撮っていた。
2002年、アウグスト・ザンダー・アーカイヴと研究家のSusanne Langeは、約650葉のザンダーの写真を集めた7巻の写真集『August Sander: People of the 20th Century』を出版した。